# الإسلام في البنغال الغربية

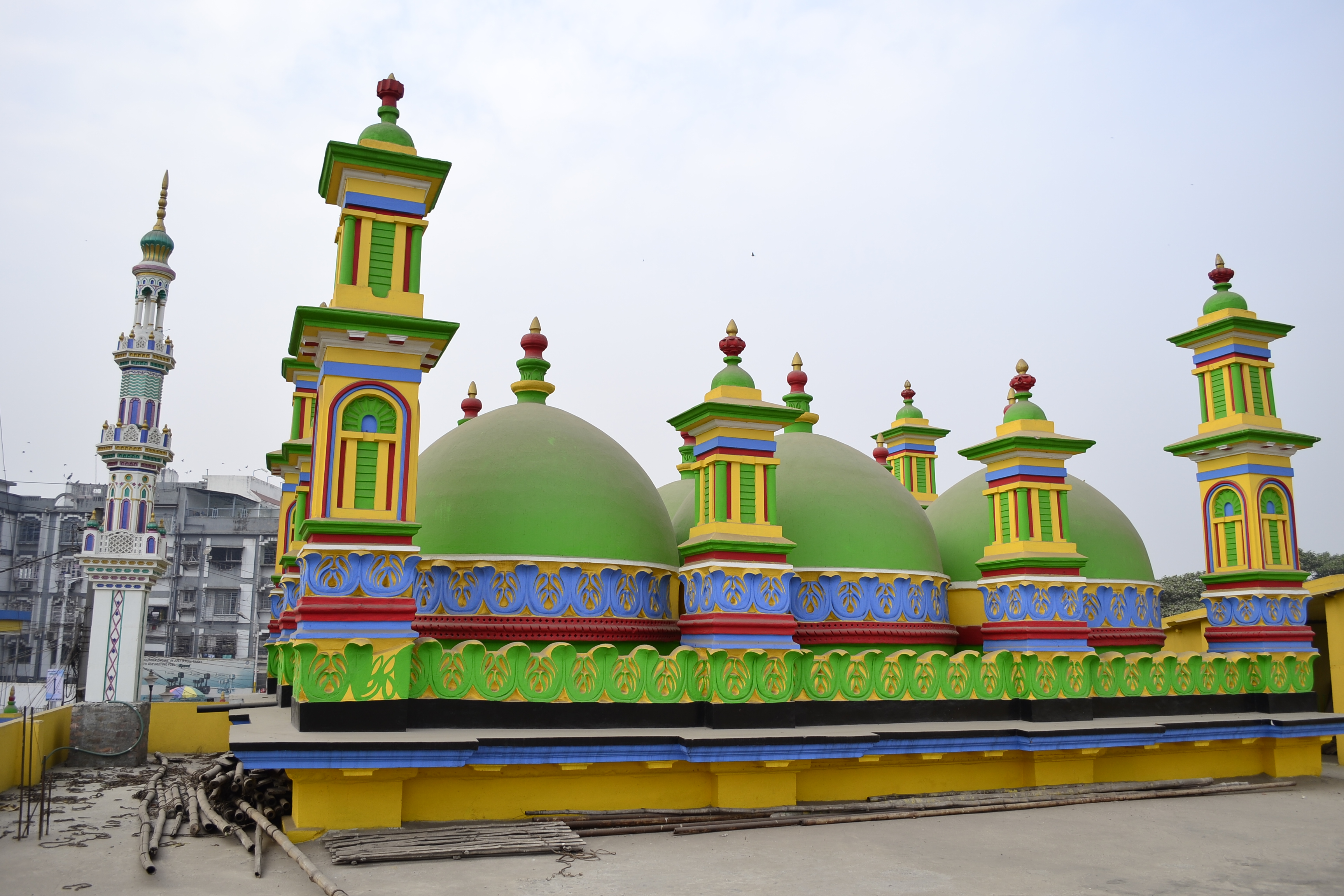
مسجد في كولكاتا

منذ تقسيم الهند في عام 1947، تعيش غالبية المسلمين البنغال في بنغلاديش. الإسلام هو دين الأقلية في محافظة البنغال الغربية في الهند، وفقاُ لاحصاء عام 2011. ومع ذلك، يعتبر الإسلام ثاني أكبر وأسرع دين انتشاراً في ولاية البنغال الغربية الهندية. وفقا لتعداد عام 2011 للهند، ولاية البنغال الغربية يسكنها أكثر من 24.6   مليون مسلم بنغالي، وبذلك يشكلون 27.1% من سكان الولاية. في البنغال الغربية، يبلغ عدد السكان المسلمين للعاصمة كولكاتا 926414 نسمة ويمثلون 20.6% من سكان المدينة اعتمادً غلى تعداد عام 2011. المسلمون البنغال هم أقلية في جميع مناطق  البنغال الغربية باستثناء أوتار ديناجبور (49.92٪) ومالدة (51.27٪) ومرشد أباد (66.28٪).

## تعداد السكان

### السكان حسب المقاطعة
| #  | منطقة            | مجموع السكان | السكان المسلمين | ٪      |
| -- | ---------------- | ------------ | --------------- | ------ |
| 1  | مرشد أباد        | 7103807      | 4707573         | 66.28٪ |
| 2  | جنوب 24 بارغاناس | 8161961      | 2903075         | 35.57٪ |
| 3  | شمال 24 بارغاناس | 10009781     | 2584684         | 25.82٪ |
| 4  | مالدا            | 3988845      | 2045151         | 51.27٪ |
| 5  | باردمان          | 7717563      | 1599764         | 20.73٪ |
| 6  | أوتار ديناجبور   | 3007134      | 1501170         | 49.92٪ |
| 7  | ناديه            | 5167600      | 1382682         | 26.76٪ |
| 8  | بربوم            | 3502404      | 1298054         | 37.06٪ |
| 9  | حوراء            | 4850029      | 1270641         | 26.20٪ |
| 10 | كولكاتا          | 4496694      | 926414          | 20.60٪ |
| 11 | هوجلى            | 5519145      | 870204          | 15.77٪ |
| 12 | بوربا ميدينيبور  | 5095875      | 743436          | 14.59٪ |
| 13 | كوش بيهار        | 2819086      | 720033          | 25.54٪ |
| 14 | باشيم مدينيبور   | 5913457      | 620554          | 25.1٪  |
| 15 | جالبايجورى       | 3872846      | 445817          | 11.51٪ |
| 16 | داكشين ديناجبور  | 1676276      | 412788          | 24.63٪ |
| 17 | بانكورا          | 3596674      | 290450          | 8.08٪  |
| 18 | بوروليا          | 2930115      | 227249          | 7.76٪  |
| 19 | دارجيلنغ         | 1846823      | 105086          | 5.69٪  |

| ## | البنغال الغربية (المجموع) | 91276115 | 24654825 | 27.01٪ |

### اتجاهات
| سنة التعداد | % من مجموع السكان | نمو العشرية |
| ----------- | ----------------- | ----------- |
| 1951        | 19.85٪            | NA          |
| 1961        | 20٪               | 36.48٪      |
| 1971        | 20.46٪            | 29.76٪      |
| 1981        | 21.51٪            | 29.55٪      |
| 1991        | 23.61٪            | 36.89٪      |
| 2001        | 25.25٪            | 25.91٪      |
| 2011        | 27.01٪            | 21.80٪      |

## المؤسسات التعليمية
- كلية هوغلي محسن
- جامعة عليا
- كلية مولانا آزاد
- كلية سيدة برابورن
- جامعة كازي نصر

## المسلمون البارزون

### كولكاتا
- محمد علي قمر، ملاكم، ميدالية في ألعاب الكومنولث
- مسعود الرحمن بيدية، سباح
- محمد حميد الأنصاري، نائب رئيس الهند السابق
- محمد سالم (لاعب كرة قدم)
- محمد سالم (سياسي)
- التاماس كبير، رئيس القضاة السابق في الهند
- فرهاد حكيم، رئيس بلدية كولكاتا، وزارة التنمية الحضرية والشؤون البلدية.

### مالدا
- غاني خان شودري، وزير السكك الحديدية السابق (الهند)
- موسام نور النائب الحالي لمالدا اوتار
- أبو هاشم خان شودري النائب عن مالداها داكشين ووزير الصحة السابق بالولاية
- أبو نصار خان شودري النائب السابق في سوجابور (دائرة فيدهان سبها) ووزير سابق للعلوم والتكنولوجيا
- صابرينا ياسمين  نائبة حالية عن موثاباري ووزيرة العمل السابقة
- روبي نور النائب السابق لثلاث مرات  من سوجابور (دائرة فيدهان سبها)

### شمال ديناجبور
- علي عمران رامز، سياسي

### مرشد أباد
- مير أفسر علي، كوميدي
- سيد مصطفى سراج، كاتب بنغالي
- عبدول بشار، كاتب بنغالي
- نياموت شيخ، النائب الحلي عن هاريهاربارا

### مناطق أخرى
- القاضي نذر الإسلام، شاعر
- هاشم عبد الحليم، الرئيس السابق للجمعية التشريعية لغرب البنغال
- محمد محسن، أخصائي اجتماعي